# Saurita tetraema
Saurita tetraema là một loài bướm đêm thuộc phân họ Arctiinae. Loài này được William Trowbridge Merrifield Forbes mô tả năm 1939. Loài này có trên đảo Barro Colorado nằm giữa kênh đào Panama.
Ghi chú: The Global Lepidoptera Names Index và Lepidoptera and Some Other Life Forms ghi nhận tác giả của loài này là "Fabes", nhưng theo mô tả gốc, dẫn bên dưới, lại ghi nhận là William T. M. Forbes.